# Storspekulanten
Storspekulanten er en amerikansk stumfilm fra 1909 af D. W. Griffith.

## Medvirkende
- Frank Powell
- Grace Henderson
- James Kirkwood
- Linda Arvidson
- W. Chrystie Miller